# Ptygura velata
Ptygura velata är en hjuldjursart som först beskrevs av Gosse 1851.  Ptygura velata ingår i släktet Ptygura och familjen Flosculariidae. Inga underarter finns listade i Catalogue of Life.